# Козловщинский сельский совет (Котелевский район)
Козловщинский сельский совет (укр. Козлівщинська сільська рада) — входит в состав
Котелевского района
Полтавской области
Украины.
Административный центр сельского совета находится в 
с. Козловщина.

## Населённые пункты совета
- с. Козловщина
- с. Вороны
- с. Диброва
- с. Зубы
- с. Касьяны
- с. Подваровка
- с. Терещенки